# میلن فارمر
میلن ژان گوتیه (به فرانسوی: Mylène Jeanne Gautier فرانسوی: [milɛn ʒan ɡotje]؛ زادهٔ ۱۲ سپتامبر ۱۹۶۱) که بیشتر با نام هنری میلن فارمر (به انگلیسی: Mylène Farmer؛ تلفظ‌شده به صورت [milɛn faʁmœʁ]) شناخته می‌شود، خواننده و ترانه‌پرداز فرانسوی می‌باشد. وی تاکنون بیش از ۳۰ میلیون رکورد از ترانه‌های خود را در سراسر جهان به فروش رسانیده. که از این نظر، موفق‌ترین خواننده در تمام تاریخ فرانسه است.

## زندگی‌نامه
خانواده میلن گوتیه در اواخر دهه ۱۹۵۰ به دلیل شغل پدر خانواده، از فرانسه به کانادا رفته و در اواخر دهه ۱۹۶۰ میلادی، زمانی که میلن ۸ ساله بود به فرانسه بازگشتند و در شهر اَوری در حومه (Ville-d'Avray) پاریس سکونت گزیدند.
میلن در نوجوانی به سوارکاری علاقه داشت و به درجه آموزشیاری در مرکز سوارکاری سُمور (Saumur) رسید.
با این حال وی در ۱۷ سالگی به بازیگری علاقه‌مند شد و ضمن رها نمودن سوارکاری، به مدت ۳ سال در مدرسه تئاتر کورس فلور (Cours Florent) پاریس، دوره بازیگری را گذراند.
در همان دوران وی به احترام الگوی خود فرانسیس فارمر (Frances Farmer)، بازیگر زن دهه ۱۹۳۰ هالیوود، نام خانوادگی خود را به فارمر تغییر داد. وی کار خود را با بازیگری در تبلیغات تلویزیونی آغاز نمود.
میلن فارمر در سال ۱۹۸۴ با دانشجوی جوان فیلم سازی به نام لوران بوتُنان (Laurent Boutonnat) آشنا گشت. این دو نفر، نویسندگی و تولید موسیقی را با کمک یکدیگر آغاز نمودند. لوران بوتنان نوشتن موسیقی و تولید بیشتر نماآهنگ‌های ملین فارمر و نیز الیزه ژاکوتی را برعهده دارد.

## الیزه ژاکوتی
در سال ۲۰۰۰ میلادی، میلن فارمر به همراه لوران بوتنان، برنامه‌ای را در تمام فرانسه، جهت پیدا نمودن استعدادهای جوان خوانندگی آغاز نمودند که در نهایت الیزه ژاکوتی ۱۶ ساله را به عنوان خواننده زن جدید فرانسه معرفی نمودند.

## آثار

### فیلم
- جیورجینو (Giorgino) به کارگردانی لوران بوتنان - ۱۹۹۴
- آرتور و نامرئی‌ها (Arthur et les Minimoys)- به کارگردانی لوک بسون ۲۰۰۶

### آلبوم
- سال ۱۹۸۶ - Cendres de Lune
- سال ۱۹۸۸ - Ainsi soit je
- سال ۱۹۹۱ - L'Autre
- سال ۱۹۹۵ - Anamorphosée
- سال ۱۹۹۹ - Innamoramento
- سال ۲۰۰۵ - Avant que l'ombre
- سال ۲۰۰۸ - Point de Suture

### کتاب
- سال ۲۰۰۳ - Lisa-Loup et le Conteur - Mylène Farmer - Anne Carrière Ed. - ISBN 2-84337-221-6
- سال ۲۰۰۶ - Avant que l'ombre à Bercy - Paris - Mylène Farmer - Anne Carrière Ed. - ISBN 2-84337-433-2

## کنسرت‌ها

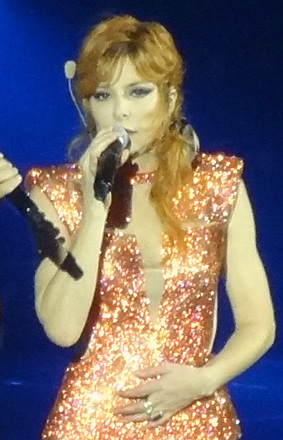

میلن فارمر، تاکنون ۴ کنسرت بزرگ برگزار کرده‌است و پنجمین کنسرت وی در سال ۲۰۰۹ میلادی برگزار خواهد شد. کنسرت‌های وی به صورت تور در تمام فرانسه و برخی کشورهای اروپایی برگزار می‌شده‌است:
- سال ۱۹۸۹، تور ۱۹۸۹

این تور ۱۱ می ۱۹۸۹ آغاز و ۸ دسامبر همان سال پایان یافت. اولین تور ملین فارمر در ۲۷ سالگی، در سه کشور فرانسه (۴۲ بار)، بلژیک (۲بار) و سوئیس (۱ بار) برگزار و حدود ۳۰۰ هزارنفر شرکت‌کننده داشت.
- سال ۱۹۹۶، تور ۱۹۹۶

این تور ۲۵ می ۱۹۹۶ آغاز و ۱۵ دسامبر همان سال پایان یافت. این تور با بودجه ۱۲ میلیون یورو در سه کشور، فرانسه (۱۸ بار)، بلژیک (۲بار) و سوئیس (۱ بار) برگزار و حدود ۳۰۰ هزارنفر شرکت‌کننده داشت.
- سال ۱۹۹۹، تور میلنیوم (Mylenium Tour)

این تور که بزرگترین تور میلن فارمر تاکنون است، ۲۱ سپتامبر ۱۹۹۹ آغاز گردید و در ۸ مارس ۲۰۰۰ به پایان رسید. این تور با بودجه ۲۰ میلیون یورو در ۴ کشور، فرانسه (۳۳ بار)، بلژیک (۴ بار)، سوئیس (۲ بار) و روسیه (۳ بار) برگزار و حدود ۴۶۰ هزارنفر شرکت‌کننده داشت. این تور تنها توری بود که میلن فارمر بدون کمک شریک خود، لوران بوتنان، آن را برگزار نمود.
- سال ۲۰۰۶، تور Avant que l’ombre… à Bercy

این تور به مدت ۱۳ روز، از ۱۳ ژانویه ۲۰۰۶ آغاز و بیست و ششم همان ماه به پایان رسید. این تور با بودجه ۱۰ میلیون یورو در پاریس-برسی (۱۳ بار) برگزار و حدود ۱۷۰ هزارنفر شرکت‌کننده داشت.
- سال ۲۰۰۹، تور ۲۰۰۹

این تور قرار است در ۲ می ۲۰۰۹، همزمان با برگزاری یک نمایشگاه تجاری، در ورزشگاه ۸۰٬۰۰۰ نفری استاد دو فرانس پاریس آغاز شود و بعد از عبور از ۶ کشور (فرانسه، بلژیک، سوئیس، روسیه، اوکراین و لتونی) در ۱۹ سپتامبر ۲۰۰۹ به پایان برسد.